# Parata Air
Parata Air (кор. 파라타 항공, Parata Hanggong), ранее известная как Fly Yangyang и Fly Gangwon — южнокорейская бюджетная авиакомпания, основанная в ноябре 2016 года и начавшая выполнение полётов 22 ноября 2019 года. 19 мая 2023 года прекратила деятельность и подала заявление о защите от банкротства. Базировалась в международном аэропорту Янъян и эксплуатировала самолёты типов Airbus A330 и Boeing 737.

## История

### Основание
Авиакомпания была основана как Fly Yangyang в ноябре 2016 года и подписала Конвенцию о поддержке авиатранспортного бизнеса с провинцией Канвондо.
В октябре 2017 года Fly Yangyang сменила своё название на Fly Gangwon и подписала соглашение о лизинге трёх самолётов Boeing 737-800. Авиакомпания получила сертификат эксплуатанта в 2019 году и начала выполнение полётов, разместив свою штаб-квартиру в округе Янъян. Первый рейс выполнен из Янъяна в Чеджу в ноябре 2019 года после проведения тестовых полётов месяцем ранее. В декабре авиакомпания запускает свой первый международный рейс в Тайбэй—Таоюань.

### Финансовый кризис
Fly Yangyang продолжала расширять внутреннюю и международную маршрутные сети, но столкнулась с финансовыми трудностями в период пандемии COVID-19. В декабре 2020 года финансовый комитет Государственного совета Канвондо одобрил финансовую поддержку компании Fly Gangwon в размере шести миллиардов вон. Получен сертификат на перевозку грузов и подписано соглашение о введении в авиапарк широкофюзеляжных самолётов Airbus A330-200 и Airbus A330-200F.
В мае 2023 года Fly Gangwon прекратила свою деятельность и подала заявление о защите от банкротства. После этого было приостановлено действие её сертификата эксплуатанта. В ноябре Fly Gangwon вернула свой последний самолёт лизингодателю и объявила о проведении основных торгов в декабре.

### Ребрендинг
В июне 2024 года было объявлено, что Fly Gangwon была куплена южнокорейской компанией Winix. Winix изменила название авиакомпании с Fly Gangwon на Parata Air. Согласно новой бизнес-модели, компания должна возобновить свою деятельность в течение 2024 года, введёт в свой флот новые самолёты и будет выполнять только международные рейсы. Также Winix планирует преобразовать Parata Air в так называемую «гибридную авиакомпанию», эксплуатирующую как ближнемагистральные, так и дальнемагистральные авиалайнеры.

## Пункты назначения
До момента прекращения своей своей деятельности Fly Gangwon летала по следующим направлениям:
| Страна      | Город   | Аэропорт                         | Прим.      | Ист.          |
| ----------- | ------- | -------------------------------- | ---------- | ------------- |
| Япония      | Токио   | международный аэропорт Нарита    |            | [ 26 ]        |
| Филиппины   | Кларк   | международный аэропорт Кларк     |            | [ 27 ]        |
| Южная Корея | Чеджу   | международный аэропорт Чеджу     |            | [ 28 ]        |
| Южная Корея | Сеул    | международный аэропорт Кимпхо    | Прекращено | [ 29 ] [ 30 ] |
| Южная Корея | Янъян   | международный аэропорт Янъян     | Хаб        |               |
| Южная Корея | Йосу    | аэропорт Йосу                    | Прекращено | [ 31 ]        |
| Тайвань     | Тайчжун | международный аэропорт Тайчжун   |            | [ 32 ]        |
| Тайвань     | Тайбэй  | международный аэропорт Таоюань   |            | [ 32 ] [ 33 ] |
| Вьетнам     | Ханой   | международный аэропорт Нойбай    |            | [ 34 ]        |
| Вьетнам     | Хошимин | международный аэропорт Таншоннят |            | [ 34 ]        |

## Флот
За время своего семилетнего существования Fly Gangwon эксплуатировала следующие типы воздушных судов:
| Тип             | Кол-во | Ввод | Вывод | Прим. |
| --------------- | ------ | ---- | ----- | ----- |
| Airbus A330-200 | 1      | 2022 | 2023  |       |
| Boeing 737-800  | 5      | 2019 | 2023  |       |